# Algebra Heytinga
Algebra Heytinga – typ struktury algebraicznej, uogólnienie algebry Boole’a polegające na odrzuceniu trzech aksjomatów:
- prawa wyłączonego środka {\displaystyle p\vee \lnot p=1;}
- prawa podwójnej negacji {\displaystyle \lnot \lnot p=p;}
- pierwszego prawa de Morgana {\displaystyle \lnot (p\wedge q)=\lnot p\vee \lnot q.}

Ten typ algebr wprowadził Arend Heyting (1930) w celu zbudowania formalnego narzędzia dla logiki intuicjonistycznej, którą stworzyła holenderska szkoła logików inspirowana przez L.E.J. Brouwera. Jednakże sam Brouwer był przeciwny wszelkiej formalizacji jego idei intuicjonizmu, w szczególności używania takich narzędzi, jakie proponował jego uczeń Heyting. Zakwestionowanie prawa wyłączonego środka i prawa podwójnej negacji wynikało z ogólnych założeń filozoficznych Brouwera dotyczących tego, czym jest matematyka i jakiego typu rozumowania są w niej dopuszczalne.
Obecnie większość badań dotyczących algebr Heytinga nie jest związana z logiką i intuicjonizmem. Traktuje się je jako pewien typ struktur matematycznych, część algebry lub dział teorii kategorii. Rozmaite, równoważne podejścia do teorii algebr Heytinga mogą być sformułowane w ramach teorii częściowego porządku, algebry ogólnej (zwanej też algebrą uniwersalną), topologii ogólnej oraz w języku funktorów sprzężonych w pewnych specjalnych kategoriach. W teoriach tych rozumowania dotyczące algebr Heytinga są oparte na logice klasycznej (z prawem wyłączonego środka, nieintuicjonistycznej).

## Definicje
Algebra Heytinga (zwana też algebrą pseudoboolowską) zdefiniowana w języku częściowego porządku to krata dystrybutywna
mająca element najmniejszy 0, element największy 1, w której jest dodatkowo dane działanie dwuargumentowe implikacji {\displaystyle \to } spełniające następujący warunek:
(H)     nierówność {\displaystyle p\wedge q\leqslant r} jest równoważna nierówności      {\displaystyle p\leqslant q\to r.}
Tutaj symbol typu {\displaystyle p\to q} nie oznacza zdania (które mogłoby być prawdziwe lub fałszywe), lecz pewien element zbioru {\displaystyle L,} podobnie jak elementy {\displaystyle p\wedge q} i {\displaystyle p\vee r.} Symbol {\displaystyle \to } oznacza więc pewną funkcję z {\displaystyle L\times L} w {\displaystyle L.} Przy interpretowaniu napisów takich jak {\displaystyle p\land q\leqslant r,} symbol {\displaystyle p\land q} można traktować jako koniunkcję, a symbol {\displaystyle s\leqslant r} jako potocznie rozumiane: {\displaystyle s} pociąga {\displaystyle r} (przez analogię z relacją zawierania: {\displaystyle S\subseteq R}).
Negację (zwaną też pseudodopełnieniem) określa się wzorem: {\displaystyle \lnot p=p\to 0.}
Można też zdefiniować algebrę Heytinga jako kratę {\displaystyle L} z elementami 0 i 1, spełniającą warunek: dla dowolnych {\displaystyle p,r\in L} istnieje element największy w zbiorze tych {\displaystyle q,} dla których {\displaystyle p\wedge q\leqslant r;} ten największy element {\displaystyle q} jest zwany relatywnym pseudodopełnieniem elementu {\displaystyle p} względem {\displaystyle r} i jest oznaczany symbolem {\displaystyle p\to r}.
W języku algebr ogólnych algebra Heytinga jest strukturą {\displaystyle A=\langle L,\vee ,\wedge ,\to ,0,1\rangle } z trzema działaniami dwuargumentowymi {\displaystyle \vee ,\wedge ,\to } z {\displaystyle L\times L} w {\displaystyle L,} w której {\displaystyle A=\langle L,\vee ,\wedge ,0,1\rangle } jest kratą dystrybutywną z elementami {\displaystyle 0,1,} z uporządkowaniem {\displaystyle x\leqslant y} zdefiniowanym w terminach pierwotnych przez warunek {\displaystyle x\vee y=y,} a działanie {\displaystyle \to } spełnia warunek (H). Ponadto dla dowolnych elementów {\displaystyle x,y} nierówność {\displaystyle x\leqslant y} zachodzi wtedy i tylko wtedy, gdy {\displaystyle x\to y=1.}
Algebry Heytinga tworzą klasę algebr definiowalnych równościowo – ich system aksjomatów, w tym warunek (H), da się zapisać w postaci skończonej liczby aksjomatów mających postać równości.

## Własności algebr Heytinga
W każdej algebrze Heytinga dla dowolnych {\displaystyle p,q,r\in L} oprócz warunku (H) spełnione są następujące warunki:
{\displaystyle \lnot 0=1,\qquad \lnot 1=0,\qquad \lnot (p\vee q)\leqslant \lnot p,\qquad p\wedge \lnot p=0,}
{\displaystyle \lnot \lnot p\geqslant p,\qquad \lnot \lnot \lnot p=\lnot p,\qquad \lnot \lnot (p\vee \lnot p)=1.}
Działanie dwuargumentowe {\displaystyle \to } spełnia następujące warunki:
{\displaystyle p\to q\leqslant p\to (q\vee r),\qquad (p\vee r)\to q\leqslant p\to q,}
{\displaystyle p\to p=1,\qquad p\wedge (p\to q)=p\wedge q,}
{\displaystyle p\to (q\wedge r)=(p\to q)\wedge (p\to r),\qquad q\leqslant p\to q.}
W algebrach Heytinga prawdziwe jest tylko drugie prawo de Morgana w postaci równości {\displaystyle \lnot (p\vee q)=\lnot p\wedge \lnot q,} pierwsze zaś prawo ma znacznie słabszą postać:
{\displaystyle \lnot (p\wedge q)=\lnot \lnot (\lnot p\vee \lnot q).}
Algebra Heytinga {\displaystyle L} jest algebrą Boole’a wtedy i tylko wtedy, gdy zachodzi w niej prawo podwójnej negacji {\displaystyle \lnot \lnot p=p,} a także wtedy i tylko wtedy, gdy zachodzi prawo wyłączonego środka {\displaystyle p\vee \lnot p=1.}
Każda algebra Boole’a (w szczególności każde ciało zbiorów) jest algebrą Heytinga z działaniem {\displaystyle p\to q} zdefiniowanym jako {\displaystyle \lnot p\vee q.} Jednakże równość {\displaystyle p\to q=\lnot p\vee q} nie jest na ogół spełniona w algebrach Heytinga, bowiem zawsze {\displaystyle p\to p=1,} a {\displaystyle \lnot p\vee p} może nie być równe 1.
Jeżeli {\displaystyle L} jest kratą z największym elementem 1 i z uporządkowaniem całkowitym (zwanym również liniowym, tzn. {\displaystyle L} jest zarazem łańcuchem, w którym każde dwa elementy {\displaystyle p,q} są porównywalne), to {\displaystyle L} staje się algebrą Heytinga, gdy {\displaystyle p\to q} określimy jako równe 1 w przypadku {\displaystyle p\leqslant q} i jako {\displaystyle q} w przypadku przeciwnym {\displaystyle p>q}.

## Algebra Heytinga zbiorów otwartych przestrzeni topologicznej
Tak jak typowym przykładem algebry Boole’a jest ciało podzbiorów dowolnego ustalonego zbioru {\displaystyle X} wraz z częściowym porządkiem wyznaczonym przez relację inkluzji
{\displaystyle \subseteq } i z działaniami na zbiorach {\displaystyle \cup ,\cap ,\setminus } jako operacjami algebraicznymi, tak typowym przykładem algebry Heytinga jest krata {\displaystyle {\mathcal {O}}} wszystkich podzbiorów otwartych przestrzeni topologicznej {\displaystyle X} (oznaczanej w tej algebrze symbolem {\displaystyle 1}) ze zwykłymi działaniami {\displaystyle \cup ,\cap } oraz z działaniami {\displaystyle \to ,\neg } zdefiniowanymi jako
{\displaystyle A\to B={\mathrm {Int} }[(1\setminus A)\cup B]} oraz {\displaystyle \neg A={\mathrm {Int} }(1\setminus A)} dla {\displaystyle A,B\in {\mathcal {O}},}
gdzie {\displaystyle \mathrm {Int} (A)=1\setminus {\overline {(1\setminus A)}}} oznacza wnętrze zbioru {\displaystyle A,} a {\displaystyle {\overline {E}}} oznacza domknięcie zbioru {\displaystyle E.} To, że w takiej algebrze Heytinga {\displaystyle \neg (\neg A)} może być różne od {\displaystyle A,} pokazuje następujący przykład. Niech {\displaystyle X} oznacza płaszczyznę kartezjańską {\displaystyle \mathbb {R} ^{2}} i niech {\displaystyle A=\{(x,y)\in \mathbb {R} ^{2}|0<x^{2}+y^{2}<1\}} oznacza koło otwarte bez środka. Wówczas dopełnieniem zbioru {\displaystyle A} jest zbiór {\displaystyle E=\{(x,y)|x^{2}+y^{2}\geqslant 1\}} z dołączonym punktem izolowanym {\displaystyle (0,0),} zatem {\displaystyle \neg A={\mathrm {Int} }(E)=\{(x,y)|x^{2}+y^{2}>1\},} skąd wynika, że {\displaystyle \neg (\neg A)=\{(x,y)|x^{2}+y^{2}<1\}\neq A.}
Każdy element {\displaystyle A} algebry Heytinga {\displaystyle {\mathcal {O}}} spełnia warunek {\displaystyle A\subseteq \neg \neg A,} równość zaś zachodzi wtedy i tylko wtedy, gdy {\displaystyle A} jest dziedziną otwartą (zbiór {\displaystyle A} nazywa się dziedziną otwartą, gdy spełnia warunek {\displaystyle A={\mathrm {Int} }({\overline {A}})}).
Algebra Heytinga {\displaystyle {\mathcal {O}}} jest algebrą Boole’a wtedy i tylko wtedy, gdy topologia {\displaystyle {\mathcal {O}}} jest dyskretna, tzn. {\displaystyle {\mathcal {O}}} jest rodziną {\displaystyle \mathbf {2} ^{X}} wszystkich podzbiorów zbioru {\displaystyle X.}

## Reprezentacja algebr Heytinga w topologicznych algebrach Boole’a
Topologiczna algebra Boole’a to algebra Boole’a {\displaystyle {\mathfrak {A}}} wraz z dodatkową strukturą operatora wnętrza {\displaystyle \mathbf {I} \colon {\mathfrak {A}}\to {\mathfrak {A}}} określoną aksjomatycznie przez następujące warunki:
{\displaystyle \mathbf {I} (A\cap B)=\mathbf {I} (A)\cap \mathbf {I} (B),\quad \mathbf {I} (A)\subseteq A,\quad \mathbf {I} (1)=1,\quad \mathbf {I} (\mathbf {I} (A))=\mathbf {I} (A)}
dla {\displaystyle A,B\in {\mathfrak {A}}.} Jest to uogólnienie operacji wnętrza {\displaystyle \mathrm {Int} } w przestrzeni topologicznej. Element {\displaystyle A\in {\mathfrak {A}}} nazywa się otwartym, jeżeli {\displaystyle \mathbf {I} (A)=A,} jego dopełnienie nazywa się domknięte, a operator domknięcia {\displaystyle \mathbf {C} \colon {\mathfrak {A}}\to {\mathfrak {A}}} zdefiniowany jako {\displaystyle \mathbf {C} (A)=1\setminus \mathbf {I} (1\setminus A)} spełnia warunki analogiczne do aksjomatów Kuratowskiego przestrzeni topologicznej:
{\displaystyle \mathbf {C} (A\cup B)=\mathbf {C} A\cup \mathbf {C} B,\quad A\subseteq \mathbf {C} A,\quad \mathbf {C} (\emptyset )=\emptyset ,\quad \mathbf {C} (\mathbf {C} (A))=\mathbf {C} (A).}
W topologicznych algebrach Boole’a prawdziwe są te wszystkie zdania o przestrzeniach topologicznych, które dadzą się wywieść z aksjomatów wnętrza {\displaystyle \mathrm {Int} } bądź z aksjomatów domknięcia Kuratowskiego bez używania pojęcia elementu {\displaystyle x\in A.}
Topologiczne algebry Boole’a można zaliczyć do szerszej dziedziny topologii bezpunktowej, do której należą różnorakie obiekty matematyczne, rozpatrywane w nieprzekładalnych wzajemnie bezpośrednio ujęciach różnych teorii.
Krata {\displaystyle {\mathcal {O}}({\mathfrak {A}})} wszystkich elementów otwartych w topologicznej algebrze Boole’a {\displaystyle {\mathfrak {A}}} jest algebrą Heytinga. Odwrotnie, prawdziwe jest następujące twierdzenie o reprezentacji McKinseya i Tarskiego: dla każdej algebry Heytinga {\displaystyle L} istnieje topologiczna algebra Boole’a {\displaystyle {\mathfrak {A}}} taka, że {\displaystyle L} jest izomorficzna z algebrą {\displaystyle {\mathcal {O}}({\mathfrak {A}})}.

## Algebry Heytinga w teorii kategorii
Każda krata {\displaystyle L} jest zbiorem częściowo uporządkowanym, może więc być traktowana jako kategoria. W tym ujęciu krata {\displaystyle L} jest algebrą Heytinga, jeśli istnieje w niej obiekt początkowy 0, obiekt końcowy 1 i jest na niej określona struktura kategorii kartezjańsko zamkniętej, tzn. dla każdego {\displaystyle a\in L} funktor {\displaystyle \Phi _{a}} z {\displaystyle L} w {\displaystyle L} o przyporządkowaniu obiektowym {\displaystyle \Phi _{a}(b)=a\wedge b} jest lewym sprzężonym funktora {\displaystyle \Psi _{a}} o przyporządkowaniu obiektowym {\displaystyle \Psi _{a}(b)=a\to b.} Warunek (H), tzn. równoważność nierówności {\displaystyle p\wedge q\leqslant r} i {\displaystyle p\leqslant q\to r,} tłumaczy się bezpośrednio na warunek sprzężoności tych funktorów. Wymienione wyżej tożsamości i nierówności dla algebr Heytinga mogą być wyprowadzone z ogólnych własności funktorów sprzężonych.